# Руська Лашма (Русько-Лашминське сільське поселення)
Ру́ська Лашма́ (рос. Русская Лашма, ерз. Рузонь Лашминэнь) — село у складі Ковилкінського району Мордовії, Росія. Входить до складу Русько-Лашминського сільського поселення.
Населення — 438 осіб (2010; 472 у 2002).
Національний склад станом на 2002 рік:
- росіяни — 66 %
- мордва — 33 %